# Fujiwara no Yasuhira
Fujiwara no Yasuhira (藤原泰衡, 1155-1189) fut à partir de 1187 le quatrième et dernier dirigeant du clan Ōshū Fujiwara dans la province de Mutsu, au Japon.

## Biographie
En 1185, son père Fujiwara no Hidehira avait offert l'asile à Minamoto no Yoshitsune (qu'il avait déjà hébergé auparavant) lorsque celui-ci fut poursuivi par son frère Minamoto no Yoritomo. Deux ans plus tard, il laissa en mourant un testament selon lequel il faisait de Yoshitsune son héritier, en lieu et place de son fils Yasuhira. Ce dernier refusa d'admettre ce testament, ce qui causa des troubles au sein des Fujiwara et permit à Yoritomo de retrouver la trace de Yoshitsune.
Sur ordre de Yoritomo (ou peut-être simplement par crainte de sa réaction), il attaqua, le 15 juin 1189, Yoshitsune qui résidait chez Fujiwara no Motonari, l'obligeant à se suicider avec ses derniers partisans à la bataille de Koromogawa.
Yoritomo qui, en déclarant Yoshitsune hors-la-loi, cherchait plus à étendre son autorité sur le pays qu'à capturer son frère, ne récompensa guère Yasuhira : il l'accusa de haute trahison et l'attaqua. Yasuhira parvint à s'enfuir à Hokkaidō, mais il fut assassiné par Jirō Kawata, l'un de ses propres hommes. Cela mit fin à la famille Ōshū Fujiwara, et Yoritomo s'empara de leurs terres.
On a retrouvé sa tête coupée et momifiée dans le temple Chūson-ji à Hiraizumi, en compagnie des momies de son père, de son grand-père et de son arrière-grand-père.